# Нижнее Хорошово
Нижнее Хорошово — село в Московской области России. Входит в городской округ Коломна.
До 2020 года включалось в Коломенский городской округ, до 2017 года — административный центр Хорошовского сельского поселения Коломенского района, в 1994—2006 годах — центр Хорошовского сельского округа Коломенского района.
Население — 1620 чел. (2010).
Железнодорожная платформа Хорошёво Рязанского направления Московской железной дороги. По автомобильной дороге расстояние до МКАД составляет 90 километров.

## Население
| 2002 | 2006  | 2010  |
| ---- | ----- | ----- |
| 1606 | ↗1624 | ↘1620 |

## Предприятия
- Племенной питомник «Хрустальная Мечта»
- Экоферма «Тимохино»

## Образование
Народное образование на территории села Нижнее Хорошово началось в 1884 году с открытия Земского начального училища. Здание хорошовской средней общеобразовательной школы было построено в 1992 году. В школе обучаются дети из сёл и деревень, входящих в состав Хорошовского сельского округа.

## Люди, связанные с селом
- Иван Тимофеевич Спирин — лётчик, Герой Советского Союза.
- Сергей Тимофеевич Карасёв — Герой Советского Союза.

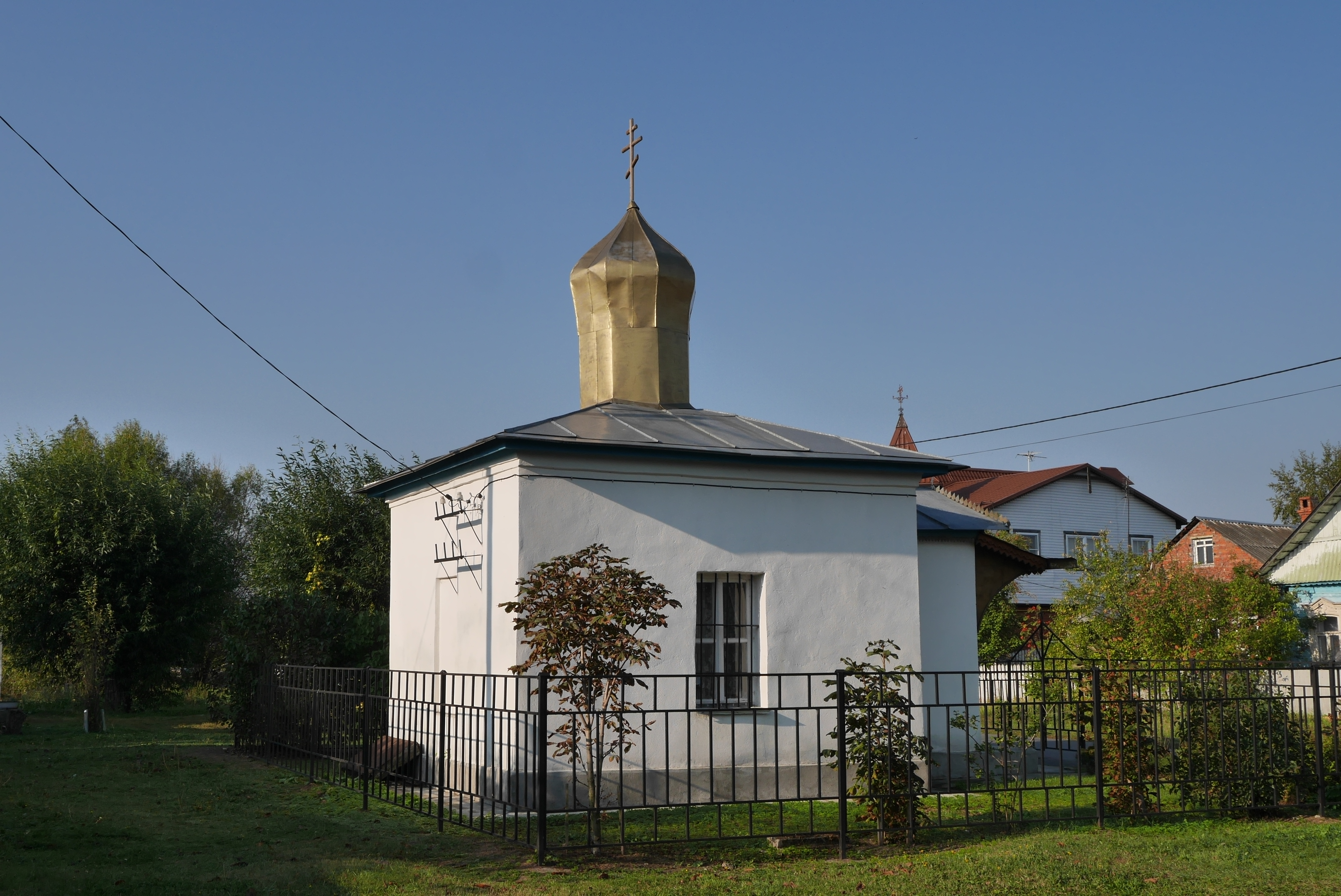
Часовня Николая Чудотворца c.Нижнее Хорошово